# Juljana
Juljana je žensko osebno ime.

## Izvor imena
Ime Juljana je različica ženskega osebnega imena Julija.

## Pogostost imena
Po podatkih Statističnega urada Republike Slovenije je bilo na dan 31. decembra 2007 v Sloveniji število ženskih oseb z imenom Juljana: 60.

## Osebni praznik
Osebe z imenom Juljana lahko godujejo takrat kot osebe z imenom Julija.